# Ordre de bataille confédéré de Five Forks
L'ordre de bataille confédéré de Five Forks présente les unités et commandants suivants de l'armée confédérée qui ont combattu lors de la bataille de Five Forks de la guerre de Sécession. L'ordre de bataille unioniste est indiqué séparément.

## Abréviations utilisées

### Grade militaire
- MG = Major général
- BG = Brigadier général
- Col = Colonel
- Ltc = Lieutenant-colonel
- Maj = Commandant
- Cpt = Capitaine
- Lt = Lieutenant

### Autre
- (b) = blessé
- mb = mortellement blessé
- † = tué
- (PDG) = capturé

## Armée confédérée
MG George Pickett, commandant 
| Division            | Brigade                                                                    | Régiments et autres |
| ------------------- | -------------------------------------------------------------------------- | --- |
| Division de Pickett | Brigade de Steuart BG George H. Steuart                                    | - 9th Virginia : Col James J. Philips - 14th Virginia : Col William White - 38th Virginia : Col George K. Griggs - 53rd Virginia : Col William R. Aylett - 57th Virginia : Col Clement R. Fontaine    |
| Division de Pickett | Brigade de Corse BG Montgomery Dent Corse                                  | - 15th Virginia : Ltc Emmett M. Morrison - 17th Virginia : Col Arthur Herbert - 29th Virginia : Col James Giles - 30th Virginia : Col Robert S. Chew - 32nd Virginia : Ltc William R. Willis          |
| Division de Pickett | Brigade de Hunton BG Eppa Hunton                                           | - 8th Virginia : Ltc Edmund Berkeley - 18th Virginia : Col Henry A. Carrington - 19th Virginia : Maj Waller M. Boyd - 28th Virginia : Ltc William M. Wingfield - 56th Virginia : Col William E. Green |
| Division de Pickett | Brigade de Terry Col Joseph Mayo, Jr.                                      | - 1st Virginia : Ltc Frank H. Langley - 3rd Virginia : - 7th Virginia : Col Charles C. Floweree - 11th Virginia : Cpt Robert M. Mitchell, Jr. - 24th Virginia : Maj William Bentley                   |
| Division de Pickett | Bataillon d'artillerie de Pegram Col William Pegram (mb) Ltc Joseph McGraw | - Batterie de Braxton : - Batterie de Carpenter : - Batterie de Crenshaw (Virginie) : Cpt Thomas Ellett                                                                                               |

| Division            | Brigade                                     | Régiments et autres |
| ------------------- | ------------------------------------------- | --- |
| Division de Johnson | Brigade de Wallace BG William Henry Wallace | - 17th South Carolina : Col Fitz William McMaster - 18th South Carolina : Ltc W. B. Allison - 22nd South Carolina : Col William G. Burt - 23rd South Carolina : Col Henry L. Benbow - 26th South Carolina : Col Alexander D. Smith - Légion de Holcombe (Caroline du Sud) : Col William J. Crawley |
| Division de Johnson | Brigade de Ransom BG Matt Whitaker Ransom   | - 24th North Carolina : - 25th North Carolina : Col Henry M. Rutledge - 35th North Carolina : Col James T. Johnson - 49th North Carolina : Col Lee M. McAfee - 56th North Carolina : Ltc G. Gratiott Luke                                                                                          |

### Corps de cavalerie
MG Fitzhugh Lee
| Division                                                    | Brigade                                                          | Régiments et autres |
| ----------------------------------------------------------- | ---------------------------------------------------------------- | --- |
| Division de cavalerie de Fitzhugh Lee Col Thomas T. Munford | Brigade de Payne BG William H. F. Payne (b) Col Reuben B. Boston | - 5th Virginia Cavalry : Ltc James H. Allen - 6th Virginia Cavalry : Col Reuben B. Boston, Ltc Daniel T. Richards - 8th Virginia Cavalry : Maj Thomas P. Bowen - 36th Virginia Cavalry Battalion : Maj James W. Sweeney |
| Division de cavalerie de Fitzhugh Lee Col Thomas T. Munford | Brigade de Munford Col Thomas T. Munford                         | - 1st Virginia Cavalry : Col William A. Morgan - 2nd Virginia Cavalry : Ltc Cary Breckenridge - 3rd Virginia Cavalry : Col Thomas H. Owen - 4th Virginia Cavalry : Maj Charles Old                                      |

| Division                                                                 | Brigade                                  | Régiments et autres |
| ------------------------------------------------------------------------ | ---------------------------------------- | --- |
| Division de cavalerie de William H. F. Lee MG William Henry Fitzhugh Lee | Brigade de Barrington BG Rufus Barringer | - 1st North Carolina Cavalry: - 2nd North Carolina Cavalry: - 3rd North Carolina Cavalry: - 5th North Carolina Cavalry: Col James H. McNeill |
| Division de cavalerie de William H. F. Lee MG William Henry Fitzhugh Lee | Brigade de Beale BG Richard L. T. Beale  | - 9th Virginia Cavalry : - 10th Virginia Cavalry : - 13th Virginia Cavalry : - 14th Virginia Cavalry :                                       |
| Division de cavalerie de William H. F. Lee MG William Henry Fitzhugh Lee | Roberts' Brigade BG William Paul Roberts | - 4th North Carolina Cavalry : Col Dennis D. Ferebee - 16th North Carolina Cavalry Battalion :                                               |
| Division de cavalerie de Rosser MG Thomas L. Rosser                      | Brigade de Dearing BG James Dearing      | - 7th Virginia Cavalry : - 11th Virginia Cavalry : - 12th Virginia Cavalry : Col Asher W. Harman - 35th Virginia Cavalry Battalion :         |
| Division de cavalerie de Rosser MG Thomas L. Rosser                      | Brigade de McCausland BG John McCausland | - 16th Virginia Cavalry : - 17th Virginia Cavalry : - 21st Virginia Cavalry : - 22nd Virginia Cavalry: - Batterie de McGregor                |